# Actaea elata
Actaea elata är en ranunkelväxtart som först beskrevs av Thomas Nuttall, och fick sitt nu gällande namn av Karl Anton Eugen Prantl. Actaea elata ingår i släktet trolldruvor, och familjen ranunkelväxter. Inga underarter finns listade i Catalogue of Life.